# Brigada 7 Infanterie (1916-1918)
Brigada 7 Infanterie a fost o mare unitate de nivel tactic, care s-a constituit la 14/27 august 1916, prin mobilizarea unităților și subunităților existente la pace aparținând de Brigada 7 Infanterie din armata permanentă. Din compunerea brigăzii făceau parte Regimentul 5 Infanterie și Regimentul 20 Infanterie. Brigada a făcut parte din organica Divizia 4 Infanterie, fiind dislocată la pace în garnizoana Giurgiu.:p. 71
La intrarea în război, Brigada 7 Infanterie a fost comandată de generalul de brigadă [[Emanoil Manolescu Mladian]]. Brigada 7 Infanterie a participat la acțiunile militare pe frontul românesc, pe toată perioada războiului, între 14/27 august 1916 - 28 ocotmbrie/11 noiembrie 1918.